# Canterbury-Bankstown City
Koordinaten: 33° 55′ S, 151° 4′ O

Canterbury-Bankstown City ist ein lokales Verwaltungsgebiet (LGA) im australischen Bundesstaat New South Wales. Canterbury-Bankstown gehört zur Metropole Sydney, der Hauptstadt von New South Wales. Das Gebiet ist 110,2 km² groß und ist mit über 370.000 Einwohnern die bevölkerungsreichste LGA des Bundesstaats.
Canterbury-Bankstown liegt am Westrand des inneren Stadtbereichs von Sydney. Das Gebiet beinhaltet 41 Stadtteile: Bankstown, Bankstown Aerodrome, Bass Hill, Belmore, Birrong, Campsie, Canterbury, Chullora, Clemton Park, Condell Park, Earlwood, East Hills, Georges Hall, Lakemba, Lansdowne, Milperra, Mount Lewis, Padstow, Padstow Heights, Panania, Picnic Point, Potts Hill, Punchbowl, Revesby, Revesby Heights, Roselands, Sefton, Wiley Park und Yagoona sowie Teile von Ashbury, Belfield, Beverly Hills, Chester Hill, Croydon Park, Greenacre, Hurlstone Park, Kingsgrove, Narwee, Regents Park, Riverwood und Villawood. Der Verwaltungssitz des Councils befindet sich im Stadtteil Bankstown im Zentrum der LGA.
Canterbury-Bankstown entstand am 12. Mai 2016 durch den Zusammenschluss von Bankstown City und Canterbury City.

## Verwaltung
Der Canterbury-Bankstown Council hat 15 Mitglieder, die von den Bewohnern von fünf Wards gewählt werden (je drei aus den Wards Bankstown/Darani, Bass Hill/Bura, Canterbury/Budjar, Revesby/Bunya und Roselands/Bunmarra). Diese fünf Bezirke sind unabhängig von den Ortschaften festgelegt. Aus dem Kreis der Councillor rekrutiert sich auch der Mayor (Bürgermeister) des Councils.